# I Troféus de Televisão 2009
A I Gala Prémios TV7Dias – Troféus de Televisão 2009, ou simplesmente, I Troféus de Televisão 2009, teve lugar no dia 8 de abril de 2010, no Teatro Politeama, em Lisboa, e galardoou os melhores profissionais e programas da televisão portuguesa referentes ao ano 2009. A Gala foi apresentada por três duplas respeitantes às três estações generalistas portuguesas: RTP, SIC e TVI.
Os leitores da revista do grupo Impala escolheram os vencedores de um total de 25 categorias, tendo cada uma, três nomeados. No final, a TVI terminou como a estação com mais galardões da noite, arrecadando 11 troféus. A SIC Notícias, um dos três canais temáticos nomeados, foi o único canal fechado a conseguir um prémio.

## Cerimónia
A I Gala contou com seis anfitriões, sendo esta dividida em três partes.
A primeira parte foi apresentada por João Baião e Tânia Ribas de Oliveira (dupla de “Portugal no Coração”, RTP), onde foram revelados os vencedores das categorias Telenovela e Série. Já na segunda, apresentada por Vanessa Oliveira e Daniel Oliveira (“Fama Show” e “Alta Definição”, SIC), conheceram-se os premiados nas categorias Humor e Entretenimento. As restantes categorias, incluindo os Prémios Especiais, foram apresentadas na terceira parte por Manuel Luís Goucha e Cristina Ferreira (“Você na TV!”, TVI).
Os vencedores dos Prémios Especiais foram eleitos por um júri, estes pretendem homenagear e distinguir personalidades marcantes da televisão feita em Portugal. Assim sendo, Raul Solnado venceu, a título póstumo, o Troféu Memória, Júlio Isidro foi distinguido com o Prémio Carreira e Herman José levou para casa o Prémio Prestígio.
A cerimónia teve o apoio de Filipe La Féria, Maya Eventos e Produções Fictícias e contou com inúmeras figuras do meio audiovisual português.

## Nomeados
| Melhor Telenovela | Melhor Ator Principal de Telenovela |
| --- | --- |
| - Deixa que Te Leve (TVI) - Feitiço de Amor (TVI) - Flor do Mar (TVI)                                                              | - Nicolau Breyner – Meu Amor (TVI) - Diogo Morgado – Podia Acabar o Mundo (SIC) - Rogério Samora – Flor do Mar (TVI)                                      |
| Melhor Atriz Principal de Telenovela                                                                                               | Melhor Ator de Elenco Telenovela |
| - Margarida Marinho – Meu Amor (TVI) - Alexandra Lencastre – Meu Amor (TVI) - Joana Solnado – Sentimentos (TVI)                    | - André Nunes – Feitiço de Amor (TVI) - Pedro Caeiro – Flor do mar (TVI) - Vítor Norte – Deixa que te leve (TVI)                                          |
| Melhor Atriz de Elenco Telenovela                                                                                                  | Melhor Música de Genérico |
| - Maria João Luís – Feitiço de Amor (TVI) - Maya Booth – Deixa que te leve (TVI) - São José Correia – Olhos nos Olhos (TVI)        | - "Mais Um Dia" de José Cid – Meu Amor (TVI) - Fácil de Entender" de The Gift – Sentimentos (TVI) - "Foi Feitiço" de André Sardet – Feitiço de Amor (TVI) |
| Melhor Série | Melhor Série infanto-juvenil |
| - Conta-me como foi (RTP) - Ele é Ela (TVI) - Equador (TVI)                                                                        | - Morangos com Açúcar VII (TVI) - Morangos com Açúcar VI (TVI) - Uma Aventura (SIC)                                                                       |
| Melhor Ator de Série | Melhor Atriz de Série |
| - Miguel Guilherme – Conta-me como foi (RTP) - Filipe Duarte – Equador (TVI) - Marco d'Almeida – Equador (TVI)                     | - Benedita Pereira – Ele é ela (TVI) - Maria João Bastos – Equador (TVI) - Rita Blanco – Conta-me como foi (RTP)                                          |
| Melhor Programa de Entretenimento                                                                                                  | Melhor Programa de Humor |
| - Ídolos (SIC) - Salve-se Quem Puder (SIC) - Uma Canção para Ti (TVI)                                                              | - Gato Fedorento Esmiúça os Sufrágios (SIC) - Os Contemporâneos (RTP) - Telerural (RTP)                                                                   |
| Melhor Ator/Humorista | Melhor Atriz/Humorista |
| - Ricardo Araújo Pereira – Gato Fedorento (SIC) - César Mourão – Companhia das Manhãs (SIC) - Nuno Lopes – Os Contemporâneos (RTP) | - Maria Vieira – Portugal no Coração (RTP) - Carla Vasconcelos – Os Contemporâneos (RTP) - Maria Rueff – VIP Manicure (SIC)                               |
| Melhor Talk Show | Melhor Apresentador |
| - Você na TV! (TVI) - As Tardes da Júlia (TVI) - Praça da Alegria (RTP)                                                            | - José Carlos Malato (RTP) - João Manzarra (SIC) - Manuel Luís Goucha (TVI)                                                                               |
| Melhor Apresentadora | Melhor Programa de Informação |
| - Júlia Pinheiro (TVI) - Catarina Furtado (RTP) - Fátima Lopes (SIC)                                                               | - Grande Entrevista (RTP) - Telejornal (RTP) - 30 Minutos (RTP)                                                                                           |
| Melhor Jornalista/Apresentador | Melhor Jornalista/Apresentadora |
| - José Rodrigues dos Santos (RTP) - José Alberto Carvalho (RTP) - Rodrigo Guedes de Carvalho (SIC)                                 | - Clara de Sousa (SIC) - Judite Sousa (RTP) - Manuela Moura Guedes (TVI)                                                                                  |
| Melhor Reportagem/Documentário | Melhor Comentador |
| - Infância Traficada (TVI) - Maddie a verdade da mentira (TVI) - Mães Prematuras (SIC)                                             | - Marcelo Rebelo de Sousa (RTP) - Miguel Sousa Tavares (TVI) - Nuno Rogeiro (SIC)                                                                         |
| Melhor Programa Cultural | Melhor Programa Social |
| - 35 Milímetros (SIC Notícias) - Cartaz das Artes (TVI) - Quarto Crescente (RTP)                                                   | - Alta Definição (SIC) - DeLuxe (TVI) - Só Visto (RTP) |
| Melhor Programa Desportivo | Prémios Especiais |
| - Liga dos Últimos (RTP) - Prolongamento (TVI24) - Trio d'Ataque (RTPN)                                                            | - Troféu Memória – Raul Solnado - Troféu Carreira – Júlio Isidro - Troféu Prestígio – Herman José                                                         |

## Canais premiados e nomeados
| Estação      | Prémios | Nomeações |
| ------------ | ------- | --------- |
| TVI          | 11      | 36        |
| RTP          | 7       | 21        |
| SIC          | 5       | 15        |
| SIC Notícias | 1       | 1         |
| RTPN         | 0       | 1         |
| TVI24        | 0       | 1         |